# 长嘴蚋莺属
长嘴蚋莺属（学名：Ramphocaenus）是蚋莺科下的一个属。

## 下属物种
本属包括以下物种：
- 长嘴蚋莺 Ramphocaenus melanurus Vieillot, 1819
- 噪蚋莺 Ramphocaenus sticturus Hellmayr, 1902